# Muhlenbergia xanthodas
Muhlenbergia xanthodas är en gräsart som beskrevs av Thomas Robert Soderstrom. Muhlenbergia xanthodas ingår i släktet muhlygräs, och familjen gräs. Inga underarter finns listade i Catalogue of Life.